# إيرين ديلي
إيرين ديلي (بالإنجليزية: Irene Dailey) هي ممثلة أمريكية، ولدت في 12 سبتمبر 1920 بنيويورك في الولايات المتحدة، وتوفيت في 24 سبتمبر 2008 بسانتا روسا في الولايات المتحدة بسبب سرطان القولون.

## أعمال

### مسلسلات
- عالم آخر

## وصلات خارجية
- إيرين ديلي على موقع IMDb (الإنجليزية)
- إيرين ديلي على موقع أول موفي (الإنجليزية)
- إيرين ديلي على موقع قاعدة بيانات برودواي على الإنترنت (الإنجليزية)